# Heinrich Keller (Fabrikant)
Johann Heinrich Keller (* 25. Dezember 1826 in Darmstadt; † 27. November 1890 ebenda) war ein deutscher Kaufmann, hessischer Politiker und Abgeordneter der 2. Kammer der Landstände des Großherzogtums Hessen.

## Leben
Heinrich Keller war der Sohn des Kaufmanns Johann Heinrich Keller und dessen Ehefrau Anna Adelheid, geborene Straß. Keller, der evangelischer Konfession war, war als Samenhändler in Darmstadt-Bessungen tätig und heiratete Helene geborene Zöller (1827–1906). Er wurde mit dem Ehrentitel eines Kommerzienrats ausgezeichnet.
Von 1872 bis 1878 gehörte er der Zweiten Kammer der Landstände an. Er wurde für den Wahlbezirk Starkenburg 13/Griesheim gewählt.
Ihm zu Ehren wurde eine 1890 am Durak-Fluss in New South Wales entdeckte neue Akazienart Acacia kelleri benannt.